# Woodruff (Utah)
Woodruff è una città degli Stati Uniti d'America, situata nello Stato dello Utah, nella Contea di Rich.